# Linha Radcliffe

Movimento de refugiados durante a partição da Índia.

A Linha Radcliffe foi criada em 17 de agosto de 1947 como uma linha de demarcação de fronteira entre Índia e Paquistão sobre a partição da Índia. A Linha Radcliffe recebeu o nome de seu arquiteto, Sir Cyril Radcliffe, que como presidente das Comissões de Fronteira foi encarregado de dividir de forma equitativa 175 000 milhas quadradas (450 000 km2) do território com 88 milhões de pessoas. 
Hoje, seu lado ocidental ainda serve como fronteira Indo-Paquistão e o lado oriental serve como fronteira Índia-Bangladesh. Possui 3 323 km de extensão. 